# Палац Червінських
Палац Червінських  — архітектурна споруда в селі Івахнівцях.

## Відомості
В 18 ст. Івахнівці належали київському воєводі банкіру Антонію Проту Потоцькому та князям Чорторийським. У 1774 Івахнівці купив у Потоцького Юліан Мацей Червінський. Його син Вінцентій відкупив у Чорторийських іншу частину.
У 1808 три брати вибудували в Івахнівцях свою родинну резиденцію, яку пізніше два неодружені брати переказали — Вінцентію. На знак єдності вони посадили в дворі три каштани. Палац був двоповерховий у вигляді видовженого прямокутника. Нижня частина була значно нижчою і відділена від верхньої вищої карнизом. З фронтової та тильної сторони посередині палацу знаходилися портики з колонами, з фронтової сторони — іонійського ордеру, а з тильної — доричного. Власники називали свій палац «двором дорицьким». Будівля мала гладкий чотирьохспадовий дах.
Палац оточував ландшафтний парк. Перед парадною частиною будинку знаходився великий газон з клумбою. В парку була оранжерея, в якій вирощували цитрусові дерева. Поза парком тягнулися сади. Увесь маєток був зразково упорядкований з великою кількістю садів та лісків з липами.
В цьому приміщені находився в 1941-1944 роках штаб партизанського загону ім. Чапаєва.
Сучасний стан: школа; повністю перероблені вікна, зруйнована тераса, балкони, знищені карнизи, перероблений дах.

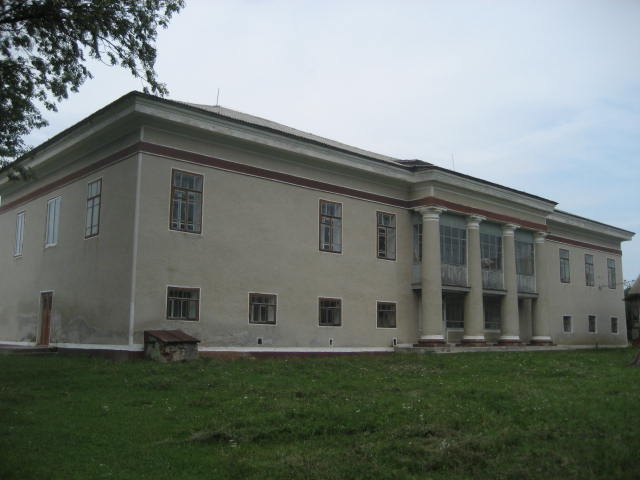
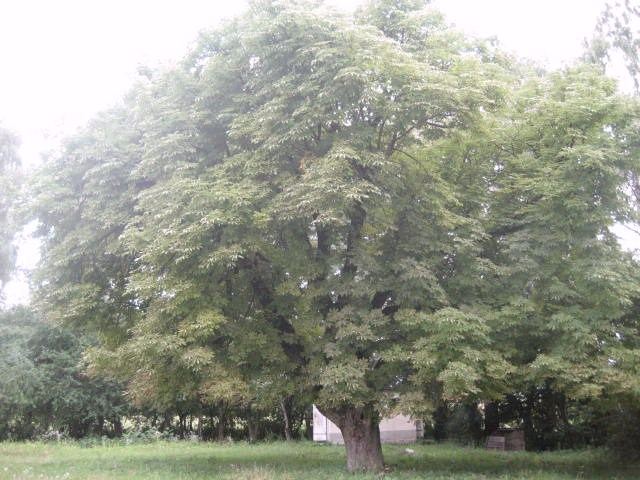
Каштан